# Platyura willistoni
Platyura willistoni is een muggensoort uit de familie van de Keroplatidae. De wetenschappelijke naam van de soort werd voor het eerst geldig gepubliceerd in 1965 door Laffoon.